# Rediviva rufocincta
Rediviva rufocincta är en biart som först beskrevs av Cockerell 1934.  Rediviva rufocincta ingår i släktet Rediviva och familjen sommarbin. Inga underarter finns listade i Catalogue of Life.